# Dietmannsried
Dietmannsried – gmina targowa w południowych Niemczech, w kraju związkowym Bawaria, w rejencji Szwabia, w regionie Allgäu, w powiecie Oberallgäu. Leży w Allgäu, około 33 km na północ od Sonthofen i 10 km od Kempten (Allgäu), nad rzeką Iller, przy autostradzie A7 i linii kolejowej Oberstdorf–Ulm.

## Demografia
| Rok        | Liczba mieszkańców |
| ---------- | ------------------ |
| 1970       | 4 679              |
| 1987       | 6 067              |
| 2000       | 7 413              |
| 31.12.2005 | 8 430              |

## Polityka
Wójtem gminy jest Hans Peter Koch z CSU, rada gminy liczy 20 osób.
|      | CSU | FW | Probstrieder Wählergemeinschaft | Bügerblock Reicholzried | Schrattenbacher Bürgerliste | Razem |
| 2008 | 6   | 5  | 4                               | 3                       | 2                           | 20    |
| 2002 | 7   | 5  | 3                               | 3                       | 2                           | 20    |

## Współpraca
Miejscowość partnerska:
- Carry-le-Rouet, Francja